# Gaiden
Gaiden (外伝, literalmente historia alternativa?) es un término popular japonés que describe una historia paralela dentro de otra historia. En adición, el uso de gaiden se utiliza comúnmente en la ficción japonesa para referirse a un spin-off de una obra publicada anteriormente que no se considera oficialmente una secuela ni una precuela. La misma puede estar desarrollada en un tiempo diferente al que se desarrolla la historia central. Normalmente un gaiden no afecta la historia original y en ocasiones se usa como explicación o justificación para acontecimientos que ya han ocurrido. Es común encontrar algún gaiden en series de manga y anime o incluso videojuegos, en donde se utilizan en su mayoría para dar más detalles a los lectores sobre la personalidad, el trasfondo o la infancia de uno o varios personajes.